# Ayame (satélite)
Ayame fue el nombre de dos satélites de comunicaciones experimentales japoneses.
Ayame 1 fue lanzado desde la base de Tanegashima el 6 de febrero de 1979, pero un fallo en la tercera etapa del cohete Delta que lo lanzó impidió que alcanzase la órbita correcta.
Ayame 2 fue lanzado el 22 de febrero de 1980 y puesto en órbita geoestacionaria correctamente.
Los satélites estaban destinados a probar nuevas tecnologías y hacer experimentos sobre comunicaciones. Eran cilíndricos y se estabilizaban mediante giro.